# سولف‌اکسون
سولف‌اکسون (انگلیسی: Sulfoxone) یک داروی ضد جذام است.